# Josep Juan Cardona
Josep Juan Cardona, de vegades citat com a Josep Joan Cardona (Sant Rafel de sa Creu, Sant Antoni de Portmany, 1960) és un polític eivissenc del Partit Popular. És llicenciat en dret per la Universitat de Barcelona i va obtenir el diploma dels cursos de dret urbanístic de la UIB (1992-1993).
Va ocupar el lloc de Conseller de Comerç, Indústria i Energia del Govern de les Balears durant el període 2003-2007, en el govern presidit per Jaume Matas.
Va ser acusat i condemnat a setze anys de presó per liderar una trama corrupta que va desviar més de vuit milions d'euros de fons públics, en el si de l'Operació Scala.

## Carrera política
Entre 1991 i 1993 va exercir com a regidor i tinent de batle d'obres públiques, urbanisme i aigua de l'ajuntament de Sant Antoni de Portmany. Després a les eleccions generals espanyoles de 1993 fou escollit senador pel conjunt de les illes Pitiüses i portaveu del seu grup al Senat en qüestions de turisme, costes i ports.
El 1996 va ser nomenat conseller d'Agricultura, Comerç i Indústria del Govern Balear càrrec que exercí fins al 1999. El 2003, la victòria de Jaume Matas el portà ser conseller de Comerç, Indústria i Energia, càrrec que mantengué fins a l'any 2007.
Cardona és membre de la Junta directiva estatal i del Comité regional de PP a més de ser el president del partit a Eivissa i Formentera. Va ser elegit diputat al Parlament balear en les eleccions de maig de 2007, sent expulsat del seu grup parlamentari al maig de 2010, després de la seva negativa a renunciar a l'acta, un cop coneguda la seva imputació en el cas Scala. Finalment abandonà el seu escó al juny de 2010.
Malgrat la seva imputació en el cas Formentera per delicte electoral, malversació i falsedat, va ser nomenat conseller de Comerç, Indústria i Energia del Govern de les Illes Balears pel president Jaume Matas, ocupant aquest càrrec en el període 2003-2007.

### Operació Scala
L'any 2008 Josep Juan Cardona fou acusat pels seus subordinats d'estar implicat en una trama de corrupció política.
El dia 29 de juliol de 2013 Cardona fou condemnat a 16 anys de presó pels delictes d'associació il·lícita, malversació de fons i suborn continuat en l'anomenat "cas Scala".

## Operación Scala
El setembre de 2008 van ser detingudes 12 persones, en el marc de l'Operació Scala, relacionades amb el govern balear en l'etapa de Matas, entre ells l'exdirector general de Promoció Industrial, Kurt Joseph Viaene, a més d'empresaris de l'àmbit de la publicitat, per malversació de cabals públics, amb diversos registres a Palma, Binissalem i Calvià. El cap d'aquesta trama, Josep Joan Cardona, va ocupar el càrrec de Conseller de Comerç i Indústria de Balears en 2003-2007, i va ser condemnat a setze anys de presó pel saqueig de 8,27 milions d'euros, ingressant a la presó el 30 de juliol de 2013.
Al jardí de l'habitatge de l'ex gerent del Consorci per al Desenvolupament Econòmic de les Illes Balears (CDEIB), Antònia Ordinas, es van trobar enterrats 240.000 euros que la policia va atribuir a ingressos per suborns.
S'adjudicaven treballs de forma directa a certes empreses a canvi de comissions del 40% que es repartien entre el mateix Cardona, el director general de Promoció Industrial, Kurt Viaene i la gerent del CDEIB, Antònia Ordinas.
Cardona va ser considerat autor dels delictes d'associació il·lícita, malversació de cabals públics, delictes continuats de suborn, prevaricació i falsedat documental per funcionari i en document mercantil, així com frau a l'administració.